# Sobhuza II.
Ngwenyama Sobhuza II (22. července 1899 Zombodze – 21. srpna 1982 Mbabane) byl svazijský král. Vládl téměř 83 let, díky čemuž je pravděpodobně nejdéle vládnoucím panovníkem historie.
Sobhuza nastoupil na trůn po smrti svého otce Ngwane V. dne 10. prosince 1899 v době, kdy mu bylo jen několik měsíců. Během jeho mládí vládla jako regentka jeho babička Labotsibeni Mdluli. Formálně mu předala moc 22. prosince 1921. Sobhuzova přímá vláda pak trvala více než 60 let (1921–1982). V roce 1968 Svazijsko získalo nezávislost na Spojeném království, přičemž se nenaplnila očekávání, že by se pak země mohla stát konstituční monarchií. Dne 12. dubna 1973 totiž král prohlásil ústavu za neplatnou, rozpustil parlament a dále vládl jako absolutní vládce.
Celkově tak svůj úřad zastával 82 let a 254 dní, což je historicky nejdelší přesně datovaná a zdokumentovaná doba vlády.

## Rodina
Král Sobhuza II. pokračoval v kmenové tradici mnohoženství. Měl 70 manželek, které mu mezi lety 1920 a 1970 porodily 210 dětí (asi 30 zemřelo v dětském věku). V době své smrti měl více než 1000 vnuků a pravnuků.